# Liste des chapelles du Rhône
La liste des chapelles du Rhône présente les chapelles de culte catholique situées sur le territoire des communes du départements français du Rhône.
Il est fait état des diverses protections dont elles peuvent bénéficier, et notamment les inscriptions et classements au titre des monuments historiques.
Toutes sont situées dans l'archidiocèse de Lyon.

## Liste
| Chapelle                                                                                         | Commune                     | Adresse | Coordonnées                      | Notice         | Protection | Date        | Illustration                                                     |
| ------------------------------------------------------------------------------------------------ | --------------------------- | ------- | -------------------------------- | -------------- | --- | ----------- | ---------------------------------------------------------------- |
| Chapelle d'Alix                                                                                  | Alix                        |         | 45° 54′ 46″ nord, 4° 39′ 13″ est | « PA00117705 » | Inscrit MH Façades et toitures (à l'exception de la façade Ouest et du chœur moderne) ; Classé MH Rotonde centrale et partie ancienne de la nef | 1981 ; 1984 | Chapelle d'Alix                                                  |
| Chapelle Saint-Roch d'Amplepuis                                                                  | Amplepuis                   |         | 45° 58′ 25″ nord, 4° 20′ 16″ est |                | |             | Chapelle Saint-Roch d'Amplepuis                                  |
| Chapelle Saint-Fortunat d'Amplepuis                                                              | Amplepuis                   |         | 45° 58′ 21″ nord, 4° 21′ 38″ est |                | |             | Chapelle Saint-Fortunat d'Amplepuis                              |
| Chapelle Notre-Dame dite chapelle Déchelette d'Amplepuis                                         | Amplepuis                   |         | 45° 58′ 43″ nord, 4° 19′ 23″ est |                | |             | Image manquante Téléverser                                       |
| Ancienne chapelle de l'hôpital d'Amplepuis                                                       | Amplepuis                   |         | 45° 58′ 23″ nord, 4° 19′ 51″ est |                | |             | Ancienne chapelle de l'hôpital d'Amplepuis                       |
| Chapelle Saint-Cyprien d'Anse                                                                    | Anse                        |         | 45° 56′ 06″ nord, 4° 43′ 18″ est |                | |             | Chapelle Saint-Cyprien d'Anse                                    |
| Chapelle Notre-Dame des Rues                                                                     | Arnas                       |         | 46° 00′ 41″ nord, 4° 40′ 54″ est |                | |             | Chapelle Notre-Dame des Rues                                     |
| Chapelle Saint-Roch de Bagnols                                                                   | Bagnols                     |         | 45° 54′ 47″ nord, 4° 36′ 23″ est |                | |             | Chapelle Saint-Roch de Bagnols                                   |
| Chapelle de l'Hôtel-Dieu de Beaujeu                                                              | Beaujeu                     |         | 46° 09′ 14″ nord, 4° 35′ 22″ est |                | |             | Image manquante Téléverser                                       |
| Chapelle du Prince de Beaujeu                                                                    | Beaujeu                     |         | 46° 09′ 20″ nord, 4° 35′ 09″ est |                | |             | Chapelle du Prince de Beaujeu                                    |
| Chapelle du château Saint-Jean de Beaujeu                                                        | Beaujeu                     |         | 46° 09′ 15″ nord, 4° 34′ 45″ est |                | |             | Image manquante Téléverser                                       |
| Chapelle de l'Hôtel-Dieu de Belleville                                                           | Belleville-en-Beaujolais    |         | 46° 06′ 34″ nord, 4° 44′ 50″ est |                | |             | Chapelle de l'Hôtel-Dieu de Belleville                           |
| Chapelle Saint-André de Belleville                                                               | Belleville-en-Beaujolais    |         | 46° 06′ 30″ nord, 4° 43′ 58″ est |                | |             | Image manquante Téléverser                                       |
| Chapelle Notre-Dame-du-Prompt-Secours de Ripan                                                   | Bessenay                    |         | 45° 47′ 00″ nord, 4° 33′ 40″ est |                | |             | Image manquante Téléverser                                       |
| Chapelle Saint-Roch de Bibost                                                                    | Bibost                      |         | 45° 47′ 57″ nord, 4° 32′ 53″ est |                | |             | Image manquante Téléverser                                       |
| Chapelle Notre-Dame-de-la-Paix du Ronzy                                                          | Bourg-de-Thizy              |         | 46° 02′ 43″ nord, 4° 18′ 14″ est |                | |             | Chapelle Notre-Dame-de-la-Paix du Ronzy                          |
| Chapelle de la maison Sainte-Anne de Brignais                                                    | Brignais                    |         | 45° 40′ 23″ nord, 4° 45′ 37″ est |                | |             | Image manquante Téléverser                                       |
| Chapelle Saint-Roch de Brullioles                                                                | Brullioles                  |         | 45° 45′ 46″ nord, 4° 29′ 56″ est |                | |             | Image manquante Téléverser                                       |
| Chapelle Notre-Dame-de-l'Assomption de la Giraudière                                             | Brussieu                    |         | 45° 45′ 08″ nord, 4° 32′ 45″ est | ACR0000124     | |             | Chapelle Notre-Dame-de-l'Assomption de la Giraudière             |
| Chapelle du cimetière de Cailloux-sur-Fontaines                                                  | Cailloux-sur-Fontaines      |         | 45° 50′ 59″ nord, 4° 52′ 25″ est |                | |             | Image manquante Téléverser                                       |
| Chapelle du couvent des Sœurs contemplatrices de Saint-Jean de Cenves                            | Cenves                      |         | 46° 16′ 09″ nord, 4° 38′ 58″ est |                | |             | Image manquante Téléverser                                       |
| Chapelle Saint-Ennemond de Saint-Ennemond                                                        | Cercié                      |         | 46° 07′ 43″ nord, 4° 41′ 50″ est |                | |             | Image manquante Téléverser                                       |
| Chapelle Notre-Dame des Pins                                                                     | Chambost-Allières           |         | 46° 00′ 32″ nord, 4° 29′ 03″ est |                | |             | Chapelle Notre-Dame des Pins                                     |
| Chapelle Notre-Dame du Mortier du Château                                                        | Chambost-Longessaigne       |         | 45° 46′ 27″ nord, 4° 21′ 53″ est |                | |             | Image manquante Téléverser                                       |
| Chapelle Saint-Jean-Baptiste de Chamelet                                                         | Chamelet                    |         | 45° 59′ 21″ nord, 4° 30′ 46″ est |                | |             | Image manquante Téléverser                                       |
| Chapelle de Chalosset                                                                            | Chamelet                    |         | 45° 59′ 36″ nord, 4° 30′ 05″ est |                | |             | Chapelle de Chalosset                                            |
| Chapelle des Cartières de Chaponost                                                              | Chaponost                   |         | 45° 41′ 54″ nord, 4° 45′ 20″ est |                | |             | Chapelle des Cartières de Chaponost                              |
| Chapelle Saint-Pierre de Garanche                                                                | Charentay                   |         | 46° 04′ 48″ nord, 4° 40′ 22″ est |                | |             | Chapelle Saint-Pierre de Garanche                                |
| Chapelle Saint-Roch de Chiroubles                                                                | Chiroubles                  |         | 46° 11′ 12″ nord, 4° 38′ 34″ est |                | |             | Image manquante Téléverser                                       |
| Chapelle Notre-Dame-du-Bon-Secours de Châtillon                                                  | Châtillon                   |         | 45° 52′ 40″ nord, 4° 38′ 44″ est |                | |             | Chapelle Notre-Dame-du-Bon-Secours de Châtillon                  |
| Chapelle du couvent des Sœurs du Prado de Valany                                                 | Claveisolles                |         | 46° 05′ 57″ nord, 4° 29′ 33″ est |                | |             | Image manquante Téléverser                                       |
| Chapelle Saint-Claude de Cogny                                                                   | Cogny                       |         | 45° 59′ 11″ nord, 4° 37′ 26″ est |                | |             | Image manquante Téléverser                                       |
| Chapelle Notre-Dame-de-la-Salette dite aussi chapelle de la Peur de Chantegrillet                | Coise                       |         | 45° 37′ 07″ nord, 4° 27′ 59″ est |                | |             | Image manquante Téléverser                                       |
| Chapelle des Pères du Saint-Sacrement Cénacle Saint-Joseph du Rousset                            | Colombier-Saugnieu          |         | 45° 42′ 42″ nord, 5° 06′ 53″ est |                | |             | Image manquante Téléverser                                       |
| Chapelle du couvent de la Visitation de Condrieu                                                 | Condrieu                    |         | 45° 27′ 50″ nord, 4° 45′ 58″ est |                | |             | Chapelle du couvent de la Visitation de Condrieu                 |
| Chapelle Saint-Abdon de Condrieu                                                                 | Condrieu                    |         | 45° 27′ 28″ nord, 4° 45′ 30″ est |                | |             | Image manquante Téléverser                                       |
| Chapelle du château de Corcelles-en-Beaujolais                                                   | Corcelles-en-Beaujolais     |         | 46° 09′ 44″ nord, 4° 42′ 57″ est |                | |             | Image manquante Téléverser                                       |
| Chapelle du château de Corcelles-en-Beaujolais                                                   | Corcelles-en-Beaujolais     |         | 46° 09′ 44″ nord, 4° 42′ 57″ est |                | |             | Image manquante Téléverser                                       |
| Chapelle Notre-Dame-des-Grâces du George                                                         | Courzieu                    |         | 45° 43′ 59″ nord, 4° 31′ 44″ est |                | |             | Image manquante Téléverser                                       |
| Chapelle Saint-Bonnet de Saint-Bonnet-le-Froid                                                   | Courzieu                    |         | 45° 45′ 24″ nord, 4° 37′ 02″ est |                | |             | Image manquante Téléverser                                       |
| Chapelle de la maison Saint-Léonard de Couzon-au-Mont-d'Or                                       | Couzon-au-Mont-d'Or         |         | 45° 51′ 12″ nord, 4° 49′ 48″ est |                | |             | Chapelle de la maison Saint-Léonard de Couzon-au-Mont-d'Or       |
| Chapelle du cimetière de Meyré                                                                   | Cublize                     |         | 46° 00′ 51″ nord, 4° 22′ 38″ est |                | |             | Image manquante Téléverser                                       |
| Chapelle de la Bienheureuse-Vierge-Marie-de-Pitié de Chevènes                                    | Denicé                      |         | 46° 00′ 30″ nord, 4° 37′ 51″ est | « PA00117756 » | Inscrit MH | 1926        | Chapelle de la Bienheureuse-Vierge-Marie-de-Pitié de Chevènes    |
| Chapelle Saint-Pancrace de Saint-Pancrace (Rhône)                                                | Dracé                       |         | 46° 08′ 29″ nord, 4° 47′ 09″ est |                | |             | Image manquante Téléverser                                       |
| Chapelle de la Madone de Fleurie                                                                 | Fleurie                     |         | 46° 11′ 47″ nord, 4° 41′ 15″ est |                | |             | Chapelle de la Madone de Fleurie                                 |
| Chapelle des Labourons                                                                           | Fleurie                     |         | 46° 12′ 35″ nord, 4° 40′ 21″ est |                | |             | Image manquante Téléverser                                       |
| Chapelle de Bel-Air                                                                              | Francheville                |         | 45° 44′ 45″ nord, 4° 45′ 26″ est |                | |             | Image manquante Téléverser                                       |
| Chapelle Saint-Lazare de Saint-Martin-de-Cornas                                                  | Givors                      |         | 45° 35′ 10″ nord, 4° 42′ 56″ est |                | |             | Chapelle Saint-Lazare de Saint-Martin-de-Cornas                  |
| Chapelle du château de Vaurenard                                                                 | Gleizé                      |         | 45° 59′ 38″ nord, 4° 41′ 45″ est |                | |             | Image manquante Téléverser                                       |
| Chapelle du cimetière de Gleizé                                                                  | Gleizé                      |         | 45° 59′ 16″ nord, 4° 41′ 45″ est |                | |             | Chapelle du cimetière de Gleizé                                  |
| Chapelle Sainte-Agathe d'Ouilly                                                                  | Gleizé                      |         | 46° 00′ 04″ nord, 4° 42′ 23″ est |                | |             | Chapelle Sainte-Agathe d'Ouilly                                  |
| Chapelle Saint-Roch de Gleizé                                                                    | Gleizé                      |         | 45° 59′ 29″ nord, 4° 41′ 53″ est |                | |             | Image manquante Téléverser                                       |
| Chapelle de l'hôpital de Grandris                                                                | Grandris                    |         | 46° 02′ 33″ nord, 4° 28′ 41″ est |                | |             | Chapelle de l'hôpital de Grandris                                |
| Chapelle du Calvaire de Grandris                                                                 | Grandris                    |         | 46° 02′ 29″ nord, 4° 28′ 47″ est |                | |             | Chapelle du Calvaire de Grandris                                 |
| Chapelle Notre-Dame-de-Bon-Secours de Haute-Rivoire                                              | Haute-Rivoire               |         | 45° 42′ 52″ nord, 4° 23′ 32″ est |                | |             | Chapelle Notre-Dame-de-Bon-Secours de Haute-Rivoire              |
| Chapelle Notre-Dame-des-Grâces de la Bourrie                                                     | Haute-Rivoire               |         | 45° 43′ 09″ nord, 4° 23′ 44″ est |                | |             | Chapelle Notre-Dame-des-Grâces de la Bourrie                     |
| Chapelle Saint-Martin du château d'Yvours d'Irigny                                               | Irigny                      |         | 45° 41′ 24″ nord, 4° 49′ 41″ est |                | |             | Image manquante Téléverser                                       |
| Chapelle Sainte-Catherine de Jarnioux                                                            | Jarnioux                    |         | 45° 57′ 53″ nord, 4° 37′ 41″ est | « PA69000027 » | Inscrit MH | 2006        | Chapelle Sainte-Catherine de Jarnioux                            |
| Chapelle Notre-Dame de la Salette de Joux                                                        | Joux                        |         | 45° 53′ 15″ nord, 4° 21′ 56″ est |                | |             | Image manquante Téléverser                                       |
| Chapelle Saint-Jean-Baptiste de Vatre                                                            | Jullié                      |         | 46° 14′ 08″ nord, 4° 40′ 14″ est |                | |             | Image manquante Téléverser                                       |
| Chapelle Saint-Cyprien de Lachassagne                                                            | Lachassagne                 |         | 45° 55′ 26″ nord, 4° 41′ 20″ est |                | |             | Image manquante Téléverser                                       |
| Chapelle Notre-Dame-de-Toutes-Grâces de Panissière                                               | Lamure-sur-Azergues         |         | 46° 03′ 05″ nord, 4° 29′ 14″ est |                | |             | Chapelle Notre-Dame-de-Toutes-Grâces de Panissière               |
| Chapelle Saint-Roch des Arnauds                                                                  | Lamure-sur-Azergues         |         | 46° 02′ 41″ nord, 4° 29′ 10″ est |                | |             | Chapelle Saint-Roch des Arnauds                                  |
| Chapelle du cimetière de Larajasse                                                               | Larajasse                   |         | 45° 36′ 53″ nord, 4° 29′ 55″ est |                | |             | Image manquante Téléverser                                       |
| Chapelle Saint-Apollinaire de Saint-Apollinaire (Rhône)                                          | Larajasse                   |         | 45° 35′ 02″ nord, 4° 32′ 22″ est |                | |             | Image manquante Téléverser                                       |
| Chapelle Saint-Pierre de Saint-Pierre (Rhône)                                                    | Larajasse                   |         | 45° 36′ 28″ nord, 4° 32′ 12″ est |                | |             | Image manquante Téléverser                                       |
| Chapelle de la Salette de l'Aubépin                                                              | Larajasse                   |         | 45° 35′ 54″ nord, 4° 31′ 12″ est |                | |             | Image manquante Téléverser                                       |
| Chapelle Notre-Dame de la Roche                                                                  | Les Sauvages                |         | 45° 55′ 27″ nord, 4° 23′ 26″ est |                | |             | Image manquante Téléverser                                       |
| Chapelle de Fatima de Narcel                                                                     | Limonest                    |         | 45° 50′ 09″ nord, 4° 47′ 12″ est |                | |             | Image manquante Téléverser                                       |
| Chapelle du domaine de Bois-Dieu                                                                 | Lissieu                     |         | 45° 50′ 41″ nord, 4° 44′ 39″ est |                | |             | Chapelle du domaine de Bois-Dieu                                 |
| Chapelle de la Vierge dite chapelle Notre-Dame-des-Grandes-Roches de Mont Monnet                 | Longes                      |         | 45° 28′ 54″ nord, 4° 42′ 32″ est |                | |             | Image manquante Téléverser                                       |
| Chapelle de Nuzières                                                                             | Longes                      |         | 45° 28′ 49″ nord, 4° 40′ 59″ est |                | |             | Image manquante Téléverser                                       |
| Chapelle Saint-Martin de Dizimieux                                                               | Longes                      |         | 45° 31′ 20″ nord, 4° 39′ 46″ est |                | |             | Image manquante Téléverser                                       |
| Chapelle Notre-Dame-de-la-Salette de la Guette                                                   | Létra                       |         | 45° 57′ 37″ nord, 4° 30′ 31″ est |                | |             | Chapelle Notre-Dame-de-la-Salette de la Guette                   |
| Chapelle Notre-Dame dite de Cremasson de Marchampt                                               | Marchampt                   |         | 46° 06′ 46″ nord, 4° 33′ 49″ est |                | |             | Chapelle Notre-Dame dite de Cremasson de Marchampt               |
| Chapelle du cimetière de Marcy                                                                   | Marcy                       |         | 45° 54′ 47″ nord, 4° 41′ 05″ est |                | |             | Image manquante Téléverser                                       |
| Chapelle Notre-Dame-de-Lourdes de Margarat                                                       | Meys                        |         | 45° 41′ 01″ nord, 4° 23′ 16″ est |                | |             | Image manquante Téléverser                                       |
| Chapelle Saint-Roch de Millery                                                                   | Millery                     |         | 45° 38′ 19″ nord, 4° 46′ 40″ est |                | |             | Image manquante Téléverser                                       |
| Chapelle Saint-Pierre de Moiré                                                                   | Moiré                       |         | 45° 55′ 40″ nord, 4° 36′ 13″ est |                | |             | Chapelle Saint-Pierre de Moiré                                   |
| Chapelle de Saint-Bonnet                                                                         | Montmelas-Saint-Sorlin      |         | 46° 01′ 07″ nord, 4° 36′ 08″ est | « PA00118001 » | Classé MH | 1981        | Chapelle de Saint-Bonnet                                         |
| Chapelle sépulcrale de Montmelas-Saint-Sorlin                                                    | Montmelas-Saint-Sorlin      |         | 46° 00′ 56″ nord, 4° 36′ 25″ est |                | |             | Image manquante Téléverser                                       |
| Chapelle Saint-Martin de Montrottier                                                             | Montrottier                 |         | 45° 47′ 34″ nord, 4° 27′ 31″ est | « PA00118142 » | Inscrit MH | 1991        | Chapelle Saint-Martin de Montrottier                             |
| Chapelle Saint-Antoine du Souzy                                                                  | Montrottier                 |         | 45° 49′ 11″ nord, 4° 26′ 11″ est |                | |             | Image manquante Téléverser                                       |
| Chapelle du château d'Ombreval de Neuville-sur-Saône                                             | Neuville-sur-Saône          |         | 45° 52′ 38″ nord, 4° 50′ 26″ est |                | |             | Chapelle du château d'Ombreval de Neuville-sur-Saône             |
| Chapelle du pensionnat Notre-Dame de Bellegarde de Neuville-sur-Saône                            | Neuville-sur-Saône          |         | 45° 52′ 14″ nord, 4° 50′ 30″ est |                | |             | Image manquante Téléverser                                       |
| Chapelle d'Odenas                                                                                | Odenas                      |         | 46° 05′ 19″ nord, 4° 38′ 27″ est |                | |             | Image manquante Téléverser                                       |
| Chapelle Saint-Thomas-d'Aquin d'Oullins                                                          | Oullins                     |         | 45° 42′ 38″ nord, 4° 48′ 31″ est |                | |             | Chapelle Saint-Thomas-d'Aquin d'Oullins                          |
| Chapelle Notre-Dame-de-Pellevoisin d'Oullins                                                     | Oullins                     |         | 45° 42′ 32″ nord, 4° 48′ 56″ est |                | |             | Chapelle Notre-Dame-de-Pellevoisin d'Oullins                     |
| Chapelle des Chassagnes                                                                          | Oullins                     |         | 45° 43′ 24″ nord, 4° 48′ 31″ est |                | |             | Chapelle des Chassagnes                                          |
| Chapelle du centre hospitalier Lyon Sud de Pierre-Bénite                                         | Pierre-Bénite               |         | 45° 42′ 01″ nord, 4° 48′ 36″ est |                | |             | Image manquante Téléverser                                       |
| Chapelle Notre-Dame-de-Lorette de Pollionnay                                                     | Pollionnay                  |         | 45° 45′ 46″ nord, 4° 40′ 09″ est |                | |             | Image manquante Téléverser                                       |
| Chapelle Saint-André de Pollionnay                                                               | Pollionnay                  |         | 45° 46′ 59″ nord, 4° 39′ 58″ est |                | |             | Chapelle Saint-André de Pollionnay                               |
| Chapelle de la maison d'accueil mariste de la Neylière                                           | Pomeys                      |         | 45° 38′ 39″ nord, 4° 26′ 51″ est |                | |             | Image manquante Téléverser                                       |
| Chapelle Notre-Dame de Buisante                                                                  | Pommiers                    |         | 45° 57′ 51″ nord, 4° 42′ 06″ est |                | |             | Chapelle Notre-Dame de Buisante                                  |
| Chapelle Saint-Jean-Baptiste de Bisserolles                                                      | Pont-Trambouze              |         | 46° 03′ 44″ nord, 4° 19′ 06″ est |                | |             | Chapelle Saint-Jean-Baptiste de Bisserolles                      |
| Chapelle de Moifond                                                                              | Pusignan                    |         | 45° 44′ 50″ nord, 5° 04′ 16″ est | « PA00118018 » | Inscrit MH | 1982        | Chapelle de Moifond                                              |
| Chapelle Saint-Jean-Baptiste de Quincieux                                                        | Quincieux                   |         | 45° 54′ 32″ nord, 4° 45′ 32″ est | « PA00118019 » | Inscrit MH | 1983        | Chapelle Saint-Jean-Baptiste de Quincieux                        |
| Chapelle Saint-Émillian de Varennes                                                              | Quincié-en-Beaujolais       |         | 46° 06′ 44″ nord, 4° 35′ 04″ est |                | |             | Chapelle Saint-Émillian de Varennes                              |
| Chapelle Notre-Dame de la Rochette de Ranchal                                                    | Ranchal                     |         | 46° 07′ 43″ nord, 4° 24′ 38″ est |                | |             | Chapelle Notre-Dame de la Rochette de Ranchal                    |
| Chapelle de la Buissière                                                                         | Rillieux-la-Pape            |         | 45° 48′ 12″ nord, 4° 52′ 51″ est |                | |             | Chapelle de la Buissière                                         |
| Chapelle du cimetière de Vancia                                                                  | Rillieux-la-Pape            |         | 45° 50′ 22″ nord, 4° 54′ 52″ est |                | |             | Chapelle du cimetière de Vancia                                  |
| Chapelle Dumas de Ronno                                                                          | Ronno                       |         | 45° 58′ 49″ nord, 4° 23′ 56″ est |                | |             | Chapelle Dumas de Ronno                                          |
| Chapelle du cimetière de Ronno                                                                   | Ronno                       |         | 45° 59′ 09″ nord, 4° 22′ 52″ est |                | |             | Chapelle du cimetière de Ronno                                   |
| Chapelle Saint-Roch de Rontalon                                                                  | Rontalon                    |         | 45° 39′ 38″ nord, 4° 37′ 45″ est |                | |             | Chapelle Saint-Roch de Rontalon                                  |
| Chapelle Saint-Pancrace de Saint-Clément-de-Vers                                                 | Saint-Clément-de-Vers       |         | 45° 13′ 40″ nord, 4° 24′ 20″ est |                | |             | Image manquante Téléverser                                       |
| Chapelle Notre-Dame-de-Bon-Secours de Saint-Clément-sur-Valsonne                                 | Saint-Clément-sur-Valsonne  |         | 45° 55′ 11″ nord, 4° 27′ 18″ est |                | |             | Image manquante Téléverser                                       |
| Chapelle de l'ermitage Notre-Dame-de-Tout-Pouvoir du Mont Cindre                                 | Saint-Cyr-au-Mont-d'Or      |         | 45° 49′ 18″ nord, 4° 49′ 13″ est |                | |             | Chapelle de l'ermitage Notre-Dame-de-Tout-Pouvoir du Mont Cindre |
| Chapelle Saint-Fortunat de Saint-Didier-au-Mont-d'Or                                             | Saint-Didier-au-Mont-d'Or   |         | 45° 49′ 31″ nord, 4° 47′ 44″ est | « PA00118029 » | Inscrit MH Le chœur | 1980        | Chapelle Saint-Fortunat de Saint-Didier-au-Mont-d'Or             |
| Chapelle du prieuré de Saint-Didier-sous-Riverie                                                 | Saint-Didier-sous-Riverie   |         | 45° 36′ 03″ nord, 4° 35′ 25″ est |                | |             | Image manquante Téléverser                                       |
| Chapelle Notre-Dame-du-Mont-Carmel de Grévilly                                                   | Saint-Forgeux               |         | 45° 52′ 30″ nord, 4° 28′ 08″ est |                | |             | Chapelle Notre-Dame-du-Mont-Carmel de Grévilly                   |
| Chapelle des Maristes de Clos du Montet                                                          | Saint-Genis-Laval           |         | 45° 41′ 49″ nord, 4° 47′ 53″ est |                | |             | Image manquante Téléverser                                       |
| Chapelle du centre hospitalier Lyon Sud, secteur Sainte-Eugénie de Saint-Genis-Laval             | Saint-Genis-Laval           |         | 45° 42′ 16″ nord, 4° 47′ 52″ est |                | |             | Image manquante Téléverser                                       |
| Chapelle Notre-Dame de Beaunant                                                                  | Saint-Genis-Laval           |         | 45° 42′ 59″ nord, 4° 46′ 41″ est |                | |             | Chapelle Notre-Dame de Beaunant                                  |
| Chapelle dite de Maintenue de Saint-Germain-au-Mont-d'Or                                         | Saint-Germain-au-Mont-d'Or  |         | 45° 53′ 10″ nord, 4° 48′ 06″ est |                | |             | Image manquante Téléverser                                       |
| Chapelle Notre-Dame de Vers                                                                      | Saint-Igny-de-Vers          |         | 46° 15′ 18″ nord, 4° 24′ 11″ est |                | |             | Chapelle Notre-Dame de Vers                                      |
| Chapelle du Sacré-Cœur de Chez Forest                                                            | Saint-Jean-la-Bussière      |         | 45° 59′ 33″ nord, 4° 19′ 04″ est |                | |             | Chapelle du Sacré-Cœur de Chez Forest                            |
| Chapelle Saint-Maurice de Saint-Just-d'Avray                                                     | Saint-Just-d'Avray          |         | 46° 00′ 24″ nord, 4° 27′ 12″ est |                | |             | Chapelle Saint-Maurice de Saint-Just-d'Avray                     |
| Chapelle Notre-Dame-des-Raisins de Mont Brouilly                                                 | Saint-Lager                 |         | 46° 06′ 26″ nord, 4° 39′ 17″ est |                | |             | Chapelle Notre-Dame-des-Raisins de Mont Brouilly                 |
| Chapelle Saint-Vincent de Saint-Laurent-d'Agny                                                   | Saint-Laurent-d'Agny        |         | 45° 38′ 50″ nord, 4° 40′ 30″ est | « PA00118045 » | Classé MH | 1945        | Chapelle Saint-Vincent de Saint-Laurent-d'Agny                   |
| Chapelle de l'Immaculée-Conception de Saint-Laurent-d'Oingt                                      | Saint-Laurent-d'Oingt       |         | 45° 56′ 43″ nord, 4° 33′ 42″ est |                | |             | Chapelle de l'Immaculée-Conception de Saint-Laurent-d'Oingt      |
| Chapelle Saint-Bonnet de Saint-Bonnet (Rhône)                                                    | Saint-Laurent-de-Chamousset |         | 45° 44′ 54″ nord, 4° 26′ 35″ est |                | |             | Image manquante Téléverser                                       |
| Chapelle Notre-Dame-des-Anges de Poulieu                                                         | Saint-Laurent-de-Mure       |         | 45° 40′ 43″ nord, 5° 03′ 46″ est |                | |             | Image manquante Téléverser                                       |
| Chapelle Notre-Dame-et-Saint-Laurent de Vindry                                                   | Saint-Loup                  |         | 45° 53′ 06″ nord, 4° 29′ 18″ est |                | |             | Chapelle Notre-Dame-et-Saint-Laurent de Vindry                   |
| Chapelle Saint-Thomas de Chandieu                                                                | Saint-Pierre-de-Chandieu    |         | 45° 38′ 09″ nord, 4° 59′ 57″ est |                | |             | Chapelle Saint-Thomas de Chandieu                                |
| Chapelle de la Vierge de Clévy                                                                   | Saint-Romain-de-Popey       |         | 45° 51′ 51″ nord, 4° 30′ 45″ est |                | |             | Chapelle de la Vierge de Clévy                                   |
| Chapelle Sainte-Bernadette de Saint-Sorlin - le Sanctuaire                                       | Saint-Sorlin                |         | 45° 37′ 04″ nord, 4° 38′ 05″ est |                | |             | Image manquante Téléverser                                       |
| Chapelle Notre-Dame-des-Mariniers de Saint-Symphorien-d'Ozon                                     | Saint-Symphorien-d'Ozon     |         | 45° 37′ 43″ nord, 4° 51′ 04″ est |                | |             | Chapelle Notre-Dame-des-Mariniers de Saint-Symphorien-d'Ozon     |
| Chapelle de l'hôpital-hospice Sainte-Marthe de Saint-Symphorien-sur-Coise                        | Saint-Symphorien-sur-Coise  |         | 45° 38′ 02″ nord, 4° 27′ 31″ est |                | |             | Image manquante Téléverser                                       |
| Chapelle de la Madone de Saint-Vincent-de-Reins                                                  | Saint-Vincent-de-Reins      |         | 46° 04′ 39″ nord, 4° 22′ 57″ est |                | |             | Image manquante Téléverser                                       |
| Chapelle Notre-Dame-de-Limon de Simandres                                                        | Simandres                   |         | 45° 35′ 38″ nord, 4° 51′ 19″ est |                | |             | Image manquante Téléverser                                       |
| Chapelle Notre-Dame de Fouillet de Sourcieux-les-Mines                                           | Sourcieux-les-Mines         |         | 45° 48′ 33″ nord, 4° 37′ 49″ est |                | |             | Chapelle Notre-Dame de Fouillet de Sourcieux-les-Mines           |
| Chapelle Notre-Dame-de-Bel-Air de Tarare                                                         | Tarare                      |         | 45° 54′ 05″ nord, 4° 25′ 26″ est |                | |             | Image manquante Téléverser                                       |
| Chapelle Sainte-Bernadette du Danguin                                                            | Tarare                      |         | 45° 53′ 07″ nord, 4° 26′ 21″ est |                | |             | Chapelle Sainte-Bernadette du Danguin                            |
| Chapelle de Ronzière                                                                             | Ternand                     |         | 45° 57′ 03″ nord, 4° 32′ 34″ est |                | |             | Chapelle de Ronzière                                             |
| Chapelle Saint-Hippolyte du Sens                                                                 | Theizé                      |         | 45° 56′ 01″ nord, 4° 38′ 20″ est |                | |             | Image manquante Téléverser                                       |
| Chapelle Saint-Georges de Thizy                                                                  | Thizy-les-Bourgs            |         | 46° 02′ 04″ nord, 4° 18′ 29″ est | « PA00118082 » | Inscrit MH | 1977        | Chapelle Saint-Georges de Thizy                                  |
| Chapelle Notre-Dame-du-Bon-Secours de Marnand, Croix Rempart                                     | Thizy-les-Bourgs            |         | 46° 02′ 12″ nord, 4° 19′ 42″ est |                | |             | Image manquante Téléverser                                       |
| Chapelle Saint-Roch de Marnand, le Calvaire                                                      | Thizy-les-Bourgs            |         | 46° 01′ 57″ nord, 4° 19′ 30″ est |                | |             | Image manquante Téléverser                                       |
| Chapelle Saint-Julien de Tupin                                                                   | Tupin-et-Semons             |         | 45° 29′ 01″ nord, 4° 47′ 23″ est |                | |             | Chapelle Saint-Julien de Tupin                                   |
| Chapelle Saint-Roch de Val d'Oingt                                                               | Val d'Oingt                 |         | 45° 55′ 34″ nord, 4° 34′ 31″ est |                | |             | Chapelle Saint-Roch de Val d'Oingt                               |
| Chapelle Notre-Dame-de-la-Pitié de Valsonne                                                      | Valsonne                    |         | 45° 56′ 48″ nord, 4° 25′ 43″ est |                | |             | Chapelle Notre-Dame-de-la-Pitié de Valsonne                      |
| Chapelle Saint-Clair de Ville-sur-Jarnioux                                                       | Ville-sur-Jarnioux          |         | 45° 58′ 20″ nord, 4° 35′ 41″ est |                | |             | Chapelle Saint-Clair de Ville-sur-Jarnioux                       |
| Chapelle Saint-Roch de Ville-sur-Jarnioux                                                        | Ville-sur-Jarnioux          |         | 45° 58′ 02″ nord, 4° 36′ 28″ est |                | |             | Chapelle Saint-Roch de Ville-sur-Jarnioux                        |
| Chapelle Saint-Joseph des Pierres Plantées                                                       | Ville-sur-Jarnioux          |         | 45° 57′ 11″ nord, 4° 35′ 46″ est |                | |             | Image manquante Téléverser                                       |
| Chapelle du couvent Saint-François des Capucins du Haut Morgon                                   | Villié-Morgon               |         | 46° 08′ 48″ nord, 4° 40′ 27″ est |                | |             | Image manquante Téléverser                                       |
| Chapelle Sainte-Claire du monastère des Clarisses capucines de stricte observance du Haut Morgon | Villié-Morgon               |         | 46° 08′ 50″ nord, 4° 40′ 32″ est |                | |             | Image manquante Téléverser                                       |
| Chapelle du couvent Saint-Francois de Villié-Morgon                                              | Villié-Morgon               |         | 46° 08′ 48″ nord, 4° 40′ 27″ est |                | |             | Image manquante Téléverser                                       |
| Chapelle Saint-Jean-Baptiste de Châteauvieux                                                     | Yzeron                      |         | 45° 42′ 25″ nord, 4° 37′ 00″ est | « PA00118101 » | Inscrit MH | 1979        | Chapelle Saint-Jean-Baptiste de Châteauvieux                     |
| Chapelle du Carmel du Planil                                                                     | Yzeron                      |         | 45° 42′ 22″ nord, 4° 35′ 34″ est |                | |             | Image manquante Téléverser                                       |
| Chapelle du Centre Valpré                                                                        | Écully                      |         | 45° 46′ 39″ nord, 4° 47′ 29″ est |                | |             | Chapelle du Centre Valpré                                        |
| Chapelle du couvent du Bon-Pasteur d'Écully                                                      | Écully                      |         | 45° 47′ 09″ nord, 4° 46′ 56″ est |                | |             | Image manquante Téléverser                                       |
| Chapelle Saint-Jean-Marie-Vianney d'Écully                                                       | Écully                      |         | 45° 47′ 20″ nord, 4° 46′ 45″ est |                | |             | Chapelle Saint-Jean-Marie-Vianney d'Écully                       |